# Naçoitan Leite
Naçoitan Araújo Leite (Caiapônia, 6 de dezembro de 1962) é um político e pecuarista brasileiro, atualmente sem partido. Foi prefeito de Iporá entre 1 de janeiro de 2017 e 31 de dezembro de 2024. Ficou afastado do cargo entre 4 de dezembro de 2023 e 17 de fevereiro de 2024 após ser preso por tentativa de feminicídio e homicídio contra a ex-esposa e seu namorado. Ficou nacionalmente conhecido após o crime, e por ter defendido a "eliminação" de Luis Inácio Lula da Silva e do ministro do STF Alexandre de Moraes.
Antes de seu ingresso na política, trabalhou como produtor rural no setor agropecuário, acumulando um patrimônio de mais de 20 milhões de reais. Já foi condenado por falsificação de documento e uso de documento falso, em um caso ocorrido em 2005, porém a mesma foi anulada em 2014 por ter sido julgado na comarca de Marília em São Paulo, juizado estadual e não na Justiça Federal, a única que teria a competência para o caso.
Naçoitan declarou ter completado o ensino médio ao TSE quando concorreu a deputado estadual e prefeito em todas as eleições que disputou até 2016, porém na eleição de 2020 declarou ter completado apenas o ensino fundamental. Foi casado por cerca de 15 anos com Hayzza Haytt.
Em 2021 o prefeito foi acusado de agressão pelo vereador Moisés Victor Silva Magalhães após ter filmado uma festa clandestina em um imóvel público em Iporá.
Ganhou ampla notoriedade na mídia em 2023 após ser acusado de tentar assassinar sua ex-mulher e seu namorado atual, em uma invasão que foi filmada por câmeras de segurança, também furtadas pelo prefeito. O político afirmou, em entrevista, que o crime foi "um deslize". A vítima afirmou que o crime foi motivado pela não aceitação do término do relacionamento por parte de Naçoitan. Ele fugiu após o incidente e permaneceu foragido por quase cinco dias, até ser preso. Apesar da gravidade da situação, a Justiça não suspendeu seus direitos políticos e administrativos imediatamente. Durante este período, a Câmara Municipal de Iporá organizou uma Comissão Especial de Inquérito (CPI) para apurar sua conduta, mas não afastou Naçoitan do cargo, considerando o pedido de afastamento "inconstitucional". Apoiadores do prefeito convocaram manifestação para o dia 7 de novembro de 2023 pela sua soltura em grupos do whatsapp, porém foi cancelada devido a suposta piora na saúde do prefeito. A equipe jurídica do prefeito tentou pedido de habeas corpus e prisão domiciliar, porém foi negado em órgão colegiado do tribunal estadual, no Superior Tribunal de Justiça e no STF. Foi solto após determinação de liberdade provisória durante audiência de instrução e julgamento no dia 16 de fevereiro de 2024, desde que cumpridas medidas restritivas, como instalação de tornozeleira eletrônica, comparecimento mensal à justiça e proibição de qualquer contato com as vítimas, sendo recebido com festa por apoiadores. Reassumiu a prefeitura no dia seguinte, 17 de fevereiro, descrita como feita "de forma apressada e de última hora", tendo nove de treze vereadores assumidamente de sua base eleitoral, enquanto o processo de impeachment seguia a passos lentos após o prefeito ter faltado em oitiva. Após a soltura, o Ministério Público pediu o restabelecimento da prisão preventiva pois, entre outras razões, o político, ainda na prisão, injuriou e tentou agredir a vereadora Heb Keller Fernandes de Oliveira no dia 27 de novembro de 2023 quando esta foi entregar um mandado de citação ao denunciado referente ao processo de impeachment em andamento, foram encontrados indícios de desvio de finalidades na aplicação de verbas públicas por auditoria e, no primeiro dia após reassumir a prefeitura, determinou a exclusão de postagens dos atos institucionais de propaganda contendo imagens/vídeos da então prefeita interina Maysa Cunha, atual vice-prefeita, na página do Instagram oficial da prefeitura, em nítido desvio de finalidade.
Também teve condenação, confirmada em segunda instância, por crime ambiental ocorrido no Tocantins em 2013.

## Carreira política
Naçoitan entrou na política nas eleições gerais de 2006. Concorreu a deputado estadual em Goiás pelo Partido Liberal, declarando bens no valor de 535 mil reais.
Nas eleições municipais de 2008, filiado ao então Partido da República, concorreu pela primeira vez a prefeitura de Iporá, declarando que adquiriu, além do que possuía em 2006, 145 mil reais em espécie. Nesta eleição, perdeu por uma margem estreita de 152 votos.
Em 2012, na eleição municipal do ano, tentou eleição novamente ao mesmo cargo, desta vez pelo PSDB, declarando ao TSE um salto de patrimônio, declarando possuir mais de 20 milhões em patrimônio, valor que se manteve aproximado nas eleições seguintes. Na disputa, teve um pedido de impugnação da candidatura feito pelo Ministério Público de Goiás, e acabou renunciando a disputa devido ao caso. Indicou Danilo Gleic como substituto, que foi eleito com 69% dos votos. Durante o mandato de Danilo, o Ministério Público moveu ação de improbidade administrativa contra Naçoitan e o então prefeito, por aparecer em todos os eventos oficiais, recepcionar autoridades no gabinete do prefeito e inaugurar obras, sendo divulgado pelos canais oficiais da prefeitura, sendo intitulado como "líder político".
Após ter recuperado os direitos políticos, foi novamente candidato a prefeito de Iporá e venceu a disputa com 42,25% dos votos válidos nas eleições municipais de 2016, sucedendo Danilo Gleic. Assumiu a prefeitura em janeiro de 2017, sob judice, após ter a candidatura cassada pela Justiça Eleitoral devido a irregularidade nos gastos e um servidor público ter auxiliado na campanha.
Em seu primeiro ano como prefeito, se encontrou com o prefeito de Aparecida de Goiânia para aprender sobre a captação de recursos para construir escolas.
No dia 27 de julho de 2018, Naçoitan foi filmado tentando impedir uma blitz com bafômetro no dia da exposição agropecuária da cidade, alegando que isso iria "arrebentar a cidade" e reclamou que não foi avisado.
Em 2020 concorreu a reeleição, sob judice, e ganhou com 33,59% dos votos válidos. Poucos dias após a vitória, teve o primeiro mandato cassado pelo Tribunal Regional Eleitoral, juntamente com o então vice Duílio Alves de Siqueira, e inelegibilidade declarada por ter utilizado um helicóptero irregularmente para derrubar panfletos na campanha de 2016,  porém foi diplomado após tutela cautelar do Ministro Luiz Roberto Barroso.
Em 2021 saiu do PSDB e se filiou ao Democratas, que posteriormente se fundiu ao PSL, se tornando o União Brasil.
Logo após as eleições de 2022, ganhou repercussão nacional ao afirmar em áudio que "nós precisamos eliminar o Alexandre de Moraes e o Lula (...) vamos arregaçar as mangas". Devido ao ocorrido, foi expulso do União Brasil pelo presidente da legenda, Luciano Bivar.